# 霊州
霊州（靈州、れいしゅう）は、中国にかつて存在した州。南北朝時代から民国初年にかけて、現在の寧夏回族自治区銀川市一帯に設置された。

## 魏晋南北朝時代
436年（太延2年）、北魏により薄骨律鎮が置かれた。526年（孝昌2年）、薄骨律鎮が霊州に昇格した。

## 隋代
隋初には、霊州は4郡4県を管轄した。583年（開皇3年）、隋が郡制を廃すると、霊州の属郡は廃止された。607年（大業3年）に州が廃止されて郡が置かれると、霊州は霊武郡と改称された。同年のうちに環州が管轄する鳴沙県が編入され、霊武郡は下部に6県を管轄した。隋代の行政区分に関しては下表を参照。
| 隋代の行政区画変遷 | 隋代の行政区画変遷 | 隋代の行政区画変遷 | 隋代の行政区画変遷 | 隋代の行政区画変遷 | 隋代の行政区画変遷 | 隋代の行政区画変遷                        |
| 区分               | 開皇元年           | 開皇元年           | 開皇元年           | 開皇元年           | 区分               | 大業3年                                   |
| ------------------ | ------------------ | ------------------ | ------------------ | ------------------ | ------------------ | ----------------------------------------- |
| 州                 | 霊州               | 霊州               | 霊州               | 霊州               | 郡                 | 霊武郡                                    |
| 郡                 | 普楽郡             | 臨河郡             | 懐遠郡             | 歴城郡             | 県                 | 回楽県 霊武県 懐遠県 弘静県 豊安県 鳴沙県 |
| 県                 | 回楽県             | 臨河県             | 懐遠県             | 建安県             | 県                 | 回楽県 霊武県 懐遠県 弘静県 豊安県 鳴沙県 |

## 唐代
618年（武徳元年）、唐により霊武郡は霊州と改められた。742年（天宝元年）、霊州は霊武郡と改称された。758年（乾元元年）、霊武郡は霊州の称にもどされた。霊州は関内道に属し、回楽・霊武・懐遠・保静・鳴沙・温池の6県を管轄した。

## 宋代
1002年（咸平5年）、李継遷が霊州を奪い、西平府と改められた。1063年（拱化元年）、西夏により西平府に翔慶軍が置かれた。

## 元代
1227年、モンゴル帝国が西夏を滅ぼすと、西平府は霊州の称にもどされた。元のとき、霊州は寧夏府路に属した。

## 明代
1370年（洪武3年）、明により霊州は廃止された。1383年（洪武16年）、霊州守禦千戸所が置かれた。1428年（宣徳3年）、霊州守禦千戸所の治所は新霊州城に移転した。1500年（弘治13年）、霊州守禦千戸所は霊州直隷州と改められた。霊州直隷州は陝西省に属し、属県を持たない散州となった。

## 清代以降
1725年（雍正3年）、清により霊州は寧夏府に転属し、属県を持たない散州となった。
1912年、中華民国により霊州は廃止され、霊武県と改められた。